# Baritius flavescens
Baritius flavescens är en fjärilsart som beskrevs av Rothschild 1909. Baritius flavescens ingår i släktet Baritius och familjen björnspinnare. Inga underarter finns listade i Catalogue of Life.